# Мятлевский уезд
Мятлевский уезд — административно-территориальная единица Калужской губернии, существовавшая в 1927—1929 годах.
Мятлевский уезд был образован постановлениями ВЦИК от 11 июля и 10 октября 1927 года. В его состав вошли следующие территории упразднённых тогда же уездов:
- Юхновский уезд полностью — Знаменская, Климовская, Рупосовская, Темкинская и Юхновская волости
- из Медынского уезда — Износковская, Кременская, Медынская, Мятлевская и Шанско-Заводская волости
- из Мосальского уезда — Чертенская волость.

Постановлением от 25 июня 1928 года была упразднена Рупосовская волость, а три населённых пункта Чертенской волости переданы в Сухиничский уезд.
В 1929 году Мятлевский уезд был упразднён, а его территория передана частью в Вяземский, а частью в Сухиничский округа Западной области.